# Россия 2
Россия 2 е национален информационен-развлекателен телевизионен канал в Русия, собственост на Общоруската държавна телевизионна и радиопредавателна компания. Основан е на 12 юни 2003 година под името „Sport“. От 1 януари 2010 година променя името си на „Россия 2“. От 1 ноември 2015 каналът се казва Матч!ТВ и излъчва повече спорт.

## Ръководители

### Генерални директори
- Василий Кикнадзе (2003-2009)[1]

### Главни редактори
- Василий Кикнадзе (2003-2009)[2]
- Дмитрий Медников (2010-2013)[3]
- Игор Шестаков (2013-2015)[4]

### Главни продуценти
- Дмитрий Анисимов (2003-2009)[5][6]
- Александра Матвеева (2010-2013)[7][8]

## Логотип
- Втори логотип – ТВ канал „Спорт“ (24 април – 31 декември 2009).
- Трети логотип – ТВ канал „Россия-2“ (1 януари 2010 – 25 септември 2011).